# Трепча (община Дебър)
Трепча или Требча (на албански: Trepça) е село в Република Албания, община Дебър (Дибър), административна област Дебър.

## География
Селото е разположено в западното подножие на планината Дешат.

## История
Според Васил Кънчов („Македония. Етнография и статистика“) в Трѣбча живеят 160 арнаути мохамедани.
На Етнографската карта на Битолския вилает на Картографския институт в София от 1901 година Трепче е чисто албанско село в Дебърската каза на Дебърския санджак с 28 къщи.
След Балканската война в 1913 година селото попада в новосъздадена Албания.
До 2015 година селото е част от община Мелан.